# Zanzra
Zanzra  è una città e sottoprefettura della Costa d'Avorio appartenente al dipartimento di Zuénoula. Conta una popolazione di 18 545 abitanti (censimento 2014).